# Hunter AFV
O Hunter AFV (Armored Fighting Vehicle) é um veículo blindado de combate originário da Singapura e do qual serve no respetivo exército desde 2019.
Resulta da colaboração da Agência de Ciência e Tecnologia de Defesa (DSTA) com o Exército de Singapura e ST Engineering e é considerada a primeira plataforma completamente digitalizada do país da qual foi projetada para fornecer às forças blindadas capacidades aprimoradas para operar mais eficazmente nas várias fases de operações militares. Também foi projetado para substituir os M-113 Ultra de combate dos quais o exército opera desde 1970.

## Descrição
O Hunter AFV é baseado em um chassi sobre esteiras com um comprimento de 6,9 metros e uma largura e altura de 3,4 metros. Operado por uma equipe de três oficiais, o comandante, o motorista e o artilheiro, o compartimento de tropas está situado na traseira do veículo e pode acomodar até oito militares completamente equipados.

### Armamento
Vem com a torre Samson 30 Integrated RCWS (Remote Controlled Weapon Station), da qual emprega o canhão automático Mk 44 Bushmaster II de 30 mm como principal armamento. Também podemos encontrar uma metralhadora coaxial de 7,62 mm, um lançador duplo de mísseis antitanque retrátil e oito dispersores de fumaça de 76 mm como armamento secundário.

## Operadores
Singapura

## Galeria

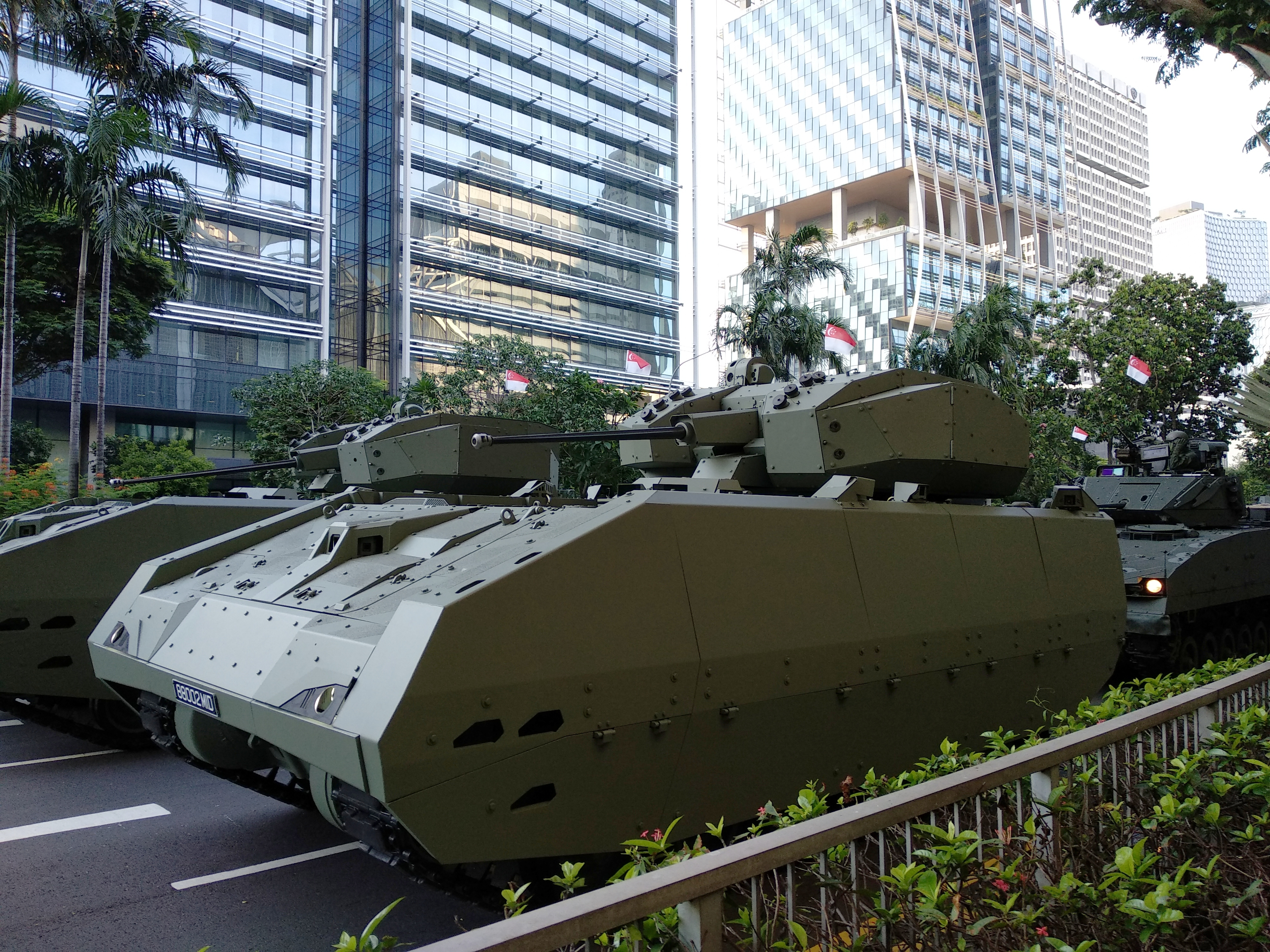
Visão frontal de um Hunter AFV no desfile de 2019
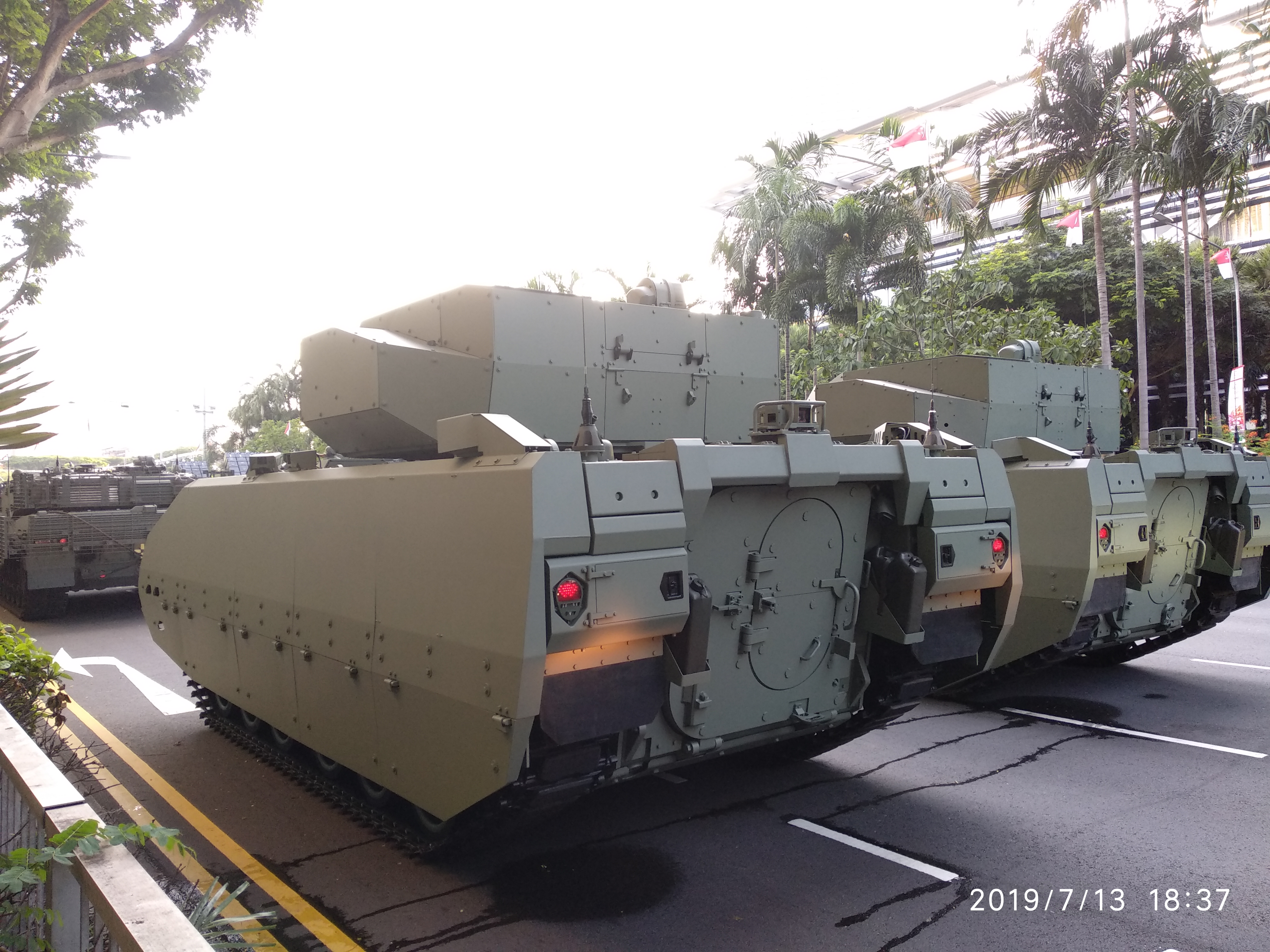
Visão posterior do veículo, aqui é possível observar a entrada de tropas

### Veículos semelhantes:
- ASCOD (Áustria - Espanha)
- Borsuk (Polónia)
- Kurganets-25 (Rússia)
- Lynx (Alemanha)
- Puma (Alemanha)
- Type 89 (Japão)
- T-15 Armata (Rússia)